# Alsógirda
Alsógirda (románul: Gârda Seacă) település Romániában, Erdélyben, Fehér megyében.

## Fekvése
Felsőgirda közelében fekvő település.

## Története
Alsógirda nevét 1888-ban említette először oklevél Alsó-Girda puszta Szkerisora néven. 1909 és 1919 között Gârda-de-jos, Alsógirda, Scărisoara, Gîrda de Jos néven írták.